# Mörsil
Mörsil – miejscowość (tätort) w Szwecji, w regionie administracyjnym (län) Jämtland, w gminie Åre.
Według danych Szwedzkiego Urzędu Statystycznego liczba ludności wyniosła: 781 (31 grudnia 2015), 827 (31 grudnia 2018) i 817 (31 grudnia 2019).